# Moritz Ludwig Seyffert
Moritz Ludwig Seyffert (* 19. März 1809 in Wittenberg; † 8. November 1872 in Potsdam) war ein deutscher Philologe und Pädagoge.

## Leben
Moritz Ludwig Seyffert wurde als Sohn eines Kanzleidirektors am 19. März 1809 in Wittenberg geboren. Seine Schulbildung dort bei Gregor Wilhelm Nitzsch und Franz Spitzner bot ihm bereits frühzeitig eine ausgezeichnete philologische Ausbildung. 1826 immatrikulierte er sich an der Universität Halle, um Philologie und Theologie zu studieren. Alsbald wendete er sich mehr den philologischen Studien zu und fand in Karl Christian Reisig seinen Förderer, der ihn in den philologischen Kreis der Universität integrierte. 
Als er den Abschluss als Oberlehrer 1830 ablegte, folgte er einem Rufe an das Gymnasium Nordhausen. Die Tätigkeit dort übte er allerdings nur kurz, bis Ostern 1831 aus, bis er an die lateinische Hauptschule in Halle wechselte. Am 4. Juni 1831 promovierte er mit der Dissertation „De duplici Iphigeniae Aulidensis recensione“ und legte dann die Prüfung „pro facultate docendi“ ab. Nach abgelegten Prüfungen wechselte er an das Königliche Pädagogium der Franckeschen Stiftungen in Halle. 1833 trat er mit der „Carmina aliquot Goethii et Schilleri latine reddita“ erstmals literarisch in Erscheinung. Mit dem „Palaestra Musarum“ erschien 1834–1835 sein dreibändiges methodisches Schulbuch zu lateinischen Versübungen, das lange Zeit im Unterricht von Gymnasien verwendet wurde. Seine Erfolge fanden Beachtung, so dass ihm Ostern 1839 die Stelle des Konrektors am Gymnasium in Brandenburg an der Havel angeboten wurde. 
Seyfferts Buch „Palaestra Ciceroniana“, welches in der Durchführung einer zweckmäßigen Methode und in der Reichhaltigkeit der ganzen wissenschaftlichen Ausstattung andere vergleichbare Werke weit hinter sich ließ, brachte ihm 1843 eine Professur ein. Ostern 1846 wurde er als Professor an das Joachimsthalsche Gymnasium in Berlin berufen, dem er bis zum Ende seiner Lehrtätigkeit 1871 angehörte. Seyffert verlebte seinen Ruhestand in Potsdam und verstarb dort am 8. November 1872.

## Werke

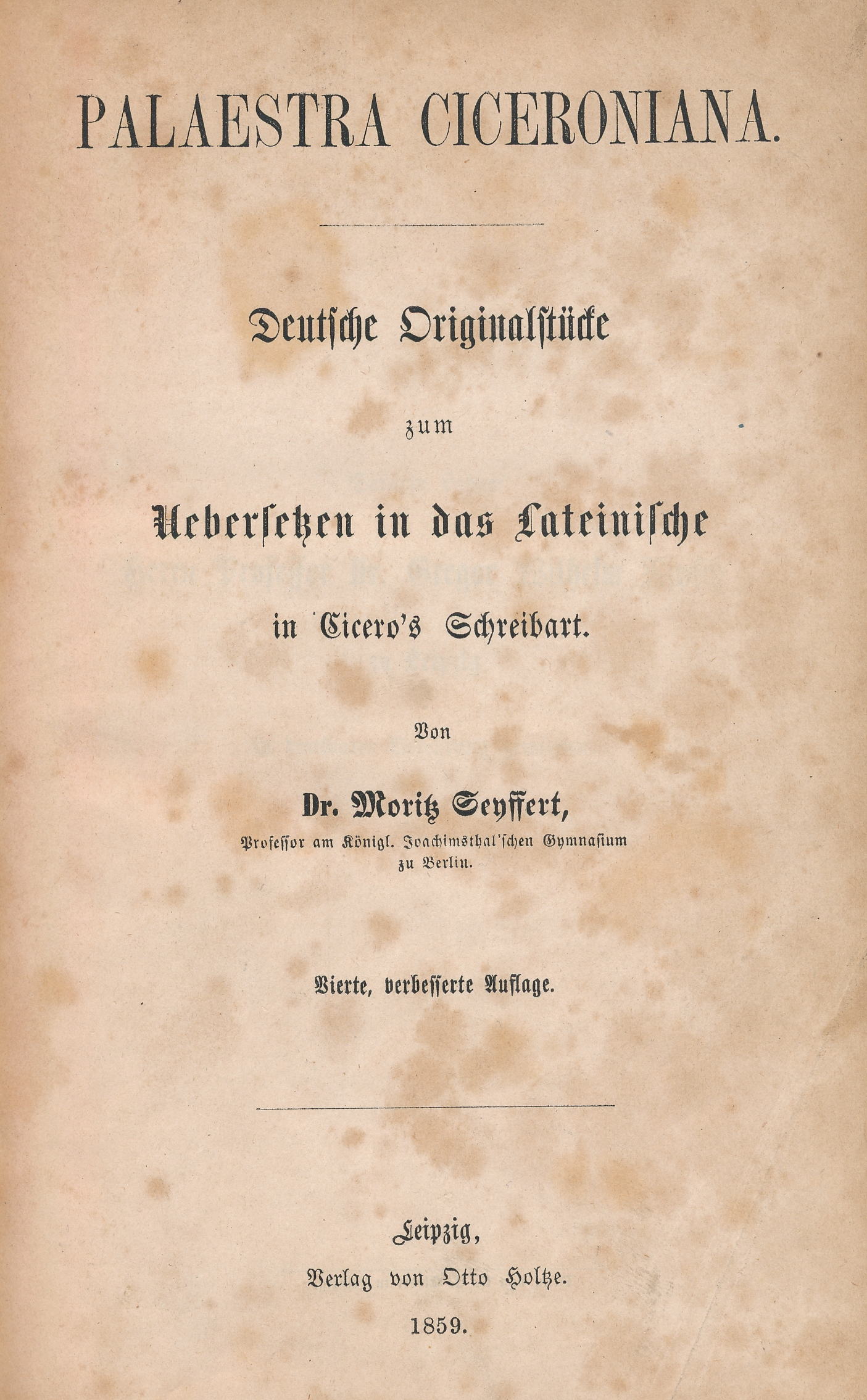
Palestra Ciceroniana, Leipzig 1859 (Titelseite)

- Carmina aliquot Goethii et Schilleri Latine reddita. Waisenhaus, Halle 1833 (Digitalisat).
- Materialien zum Uebersetzen aus dem Deutschen ins Lateinische für mittlere Classen in Gelehrten-Schulen. Leipzig 1834.
- mit Theodor Echtermeyer: Palaestra Musarum. Materialien zur Einübung der gewöhnlicheren Metra und Erlernung der poetischen Sprache der Römer. 2 Theile (in 3 Bänden). Waisenhaus, Halle/Saale 1834/1835.
- Gaius Iulius Caesar: C. Iulii Caesari de bello Gallico. Grammatisch erläutert durch Hinweisungen auf die Grammatiken von Zumpt und Schulz. Waisenhaus, Halle 1836.
- Aretalogus sive Epigrammata et sententiae nostratium poetarum latine reddita. Müller, Brandenburg 1841 (Digitalisat).
- Palaestra Ciceroniana. Materialien zu lateinischen Stilübungen für die oberste Bildungsstufe der Gymnasien. Müller, Brandenburg 1841.
- Carmina quaedam Rückerti latine reddita. Wiesike, Brandenburg 1842 (Digitalisat).
- Griechisches Lesebuch für Secunda, enthaltend Xenophons Memoiren und Lucians Traum, Anacharsis, Demonax, Timon und Jupiter tragoedus. Müller, Brandenburg 1842 (Digitalisat).
- Marcus Tullius Cicero: Laelius sive De amicitia dialogus. Mit einem Commentar zum Privatgebrauche für reifere Gymnasialschüler und angehende Philologen. Müller, Brandenburg 1844.
- Uebungsbuch zum Uebersetzen aus dem Deutschen ins Lateinische für Secunda. Müller, Brandenburg 1846.
- Epistola critica ad C. Halmium de Ciceronis pro P. Sulla et pro P. Sestio orationibus ab ipso editis. Brandenburg 1848.
- Das Privatstudium in seiner pædagogischen Bedeutung. Eine Skizze als Beitrag zur Kritik unsrer heutigen Gymnasien. Müller, Brandenburg 1852 (Digitalisat).
- Lesestücke aus griechischen und lateinischen Schriftstellern für die mittleren und oberen Klassen der Gymnasien. Holtze, Leipzig 1854.
- Scholae Latinae. Beiträge zu einer methodischen Praxis der lateinischen Stil- und Compositions übungen. 2 Theile. Holtze, Leipzig 1855/1857.
  - Th. 1: Die Formen der tractatio. 1855 (Digitalisat).
  - Th. 2: Die Chrie, das Hauptstück der alten Schultechnik. 1857 (Digitalisat).
- Friedrich Ellendt: Lateinische Grammatik für die untern Klassen der Gymnasien. 4., verbesserte Auflage. Weidmann, Berlin 1855.
- Carmina latina. De poetiis alienigenis maxima germanicis. Holtze, Leipzig 1857 (Digitalisat).
- Progymnasmata. Anleitung zur lateinischen Composition in praktischen Beispielen zu der Chrie und deren Theilen. Für die oberste Bildungsstufe der Gymnasien. Holtze, Leipzig 1859 (Digitalisat).
- Palestra Ciceroniana, Deutsche Originalstücke zum Uebersetzen in das Lateinische, Leipzig 1859.
- (korrigiert und vermehrt von Seyffert) Ernst Friedrich Wüstemann: Promptuarium sententiarum. Ex veterum scriptorum Romanorum. Förstemann, Nordhausen 1864.
- Uebungsbuch zum Uebersetzen aus dem Deutschen in das Griechische im Anschluß an Xenophons Anabasis für die mittleren und oberen Gymnasialklassen. Springer, Berlin 1865.
- Sophokles: Antigona ad novissimam optimi codicis conlationem recensuit et brevi adnotatione instruxit. Weidmann, Berlin 1865.
- Sophokles: Aiax ad novissimam optimi codicis conlationem recensuit et brevi adnotatione instruxit. Weidmann, Berlin 1866 (Digitalisat).
- Sophokles: Philoctetes ad novissimam optimi codicis conlationem recensuit et brevi adnotatione instruxit. Weidmann, Berlin 1866.
- Lateinisches Lesebuch für Sexta und Quinta : im Anschluß an die Grammatik von Ellendt-Seyffert. Weidmann, Berlin 1871.